# Racing Straßburg

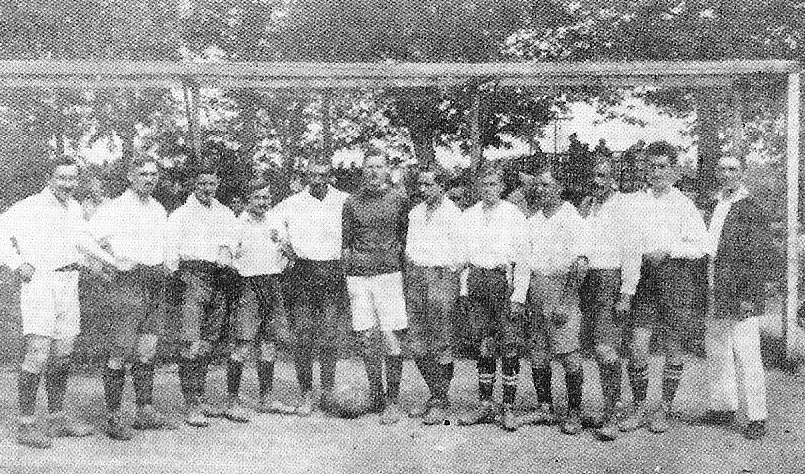
Die Mannschaft von 1919

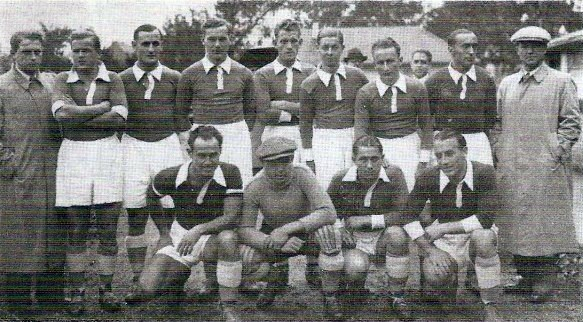
Die Mannschaft der Saison 1936/37

Der Racing Club de Strasbourg Alsace (seit 2012 mit dem Zusatz „Alsace“), im deutschsprachigen Raum allgemein bekannt als Racing Straßburg, in Frankreich primär als RC Strasbourg und lokal schlicht als le Racing, ist ein französischer Fußballklub aus der elsässischen Stadt Straßburg. Wegen der Vereinsfarben Blau und Weiß wird Racing, ebenso wie die Nationalmannschaft, Les Bleus – zu deutsch: die Blauen – genannt.

## Geschichte
Der Verein wurde 1906 als FC Neudorf, benannt nach dem Straßburger Vorort Neudorf, gegründet und spielte seit 1914 im „Hämmerle-Garten“ in der Meinau. Nachdem das Reichsland Elsaß-Lothringen 1919 wieder an Frankreich gefallen war, wurde er zunächst in RC Strasbourg-Neudorf, dann 1921 in Racing Club de Strasbourg umbenannt. Der Name wurde dabei in Anlehnung an den damals prestigeträchtigsten Fußballclub Frankreichs, den Pariser Racing Club de France gewählt.
Anfang September 1939 wurde Straßburg in Erwartung eines Angriffes der deutschen Wehrmacht geräumt und Racing zog vorübergehend ins Périgord um, wo die Mannschaft gegen die örtlichen Vereine um die Meisterschaft des Département Dordogne spielte und ungeschlagen den Titel von 1939/40 gewann. Nachdem die Deutschen das Elsass besetzt hatten, kehrte die Mannschaft mit den meisten Spielern zurück nach Straßburg und spielte dort einstweilen als „Rasensport-Club Straßburg“, gerne abgekürzt als „RSC Straßburg“, in der Gauliga Elsaß. Dort wurden die nunmehrigen Rasensportler zwischen 1941 und 1943 dreimal Dritte, zweimal hinter dem FC Mülhausen und einmal hinter der örtlichen Sportgemeinschaft der SS.
In den 1970er Jahren hieß der Verein zeitweise Racing Pierrots Strasbourg Meinau. 1979 feierte man den bisher größten Erfolg in der Vereinsgeschichte, als man französischer Meister wurde. Dadurch spielte man in der Folgesaison im Europapokal der Landesmeister. Dort drang man bis ins Viertelfinale vor, wo man gegen Ajax Amsterdam den Kürzeren zog (0:0, 0:4).

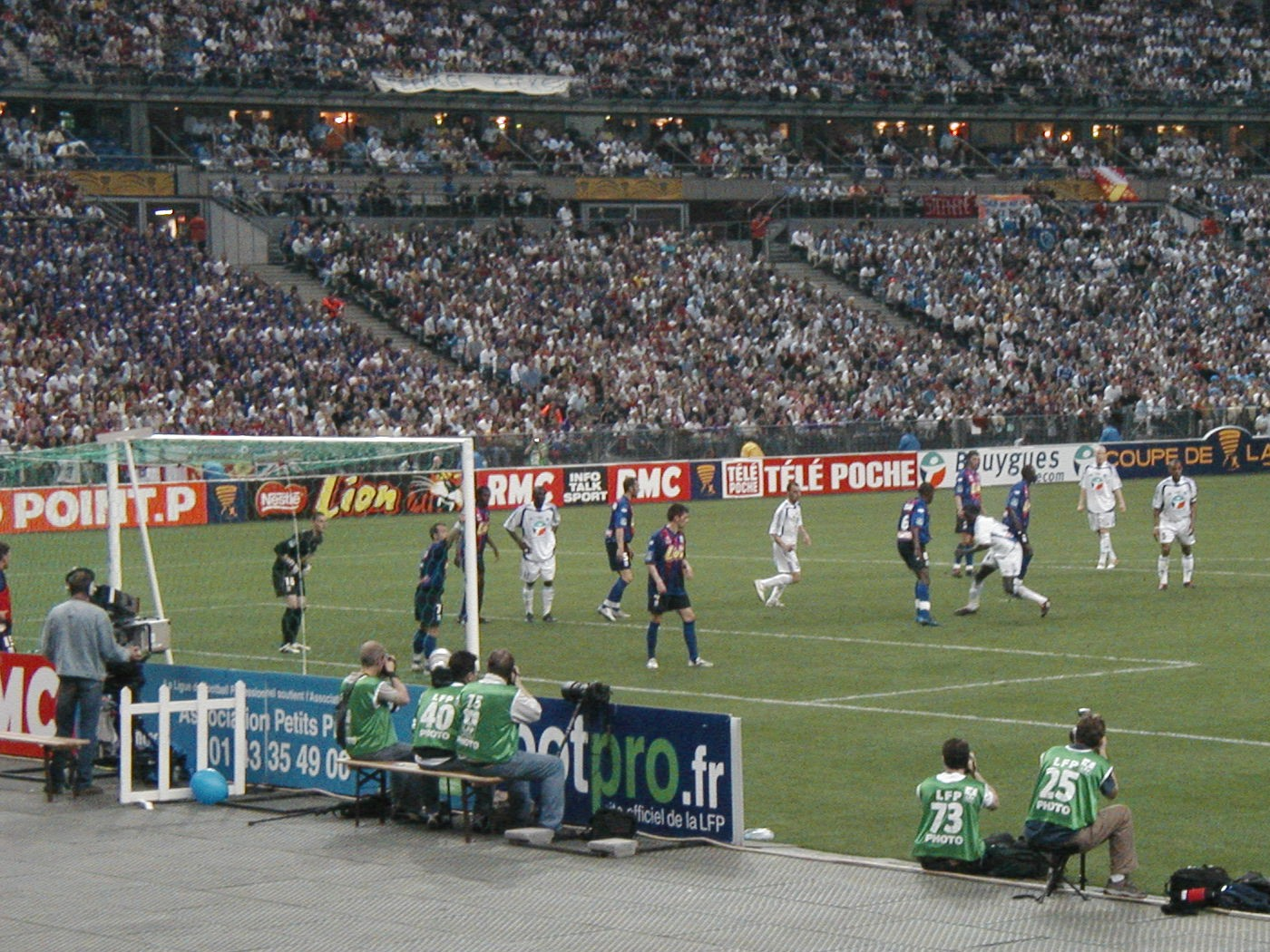
Der Club im Finale des Coupe de la Ligue 2005

Am Ende der Saison 2009/10 stieg Racing in die National (D3) ab, sollte zwischenzeitlich sogar in die vierte Liga zwangsversetzt werden und spielte damit zum ersten Mal in seiner Vereinsgeschichte nur drittklassig. Zudem befand sich der RCS zu diesem Zeitpunkt erstmals in finanziellen Schwierigkeiten, die als so gravierend eingeschätzt wurden, dass dem Klub die Insolvenz drohte. Nachdem 2011 der direkte Wiederaufstieg misslang, erfolgten für den Klub die von Vereinspräsident Jafar Hilali, einem in London wohnhaften französischen Geschäftsmann, für diesen Fall angekündigten Einschränkungen: kein Antrag auf Verlängerung des Profistatus, Schließung der Straßburger Fußballschule und notfalls Anmeldung der Insolvenz. Auch Ende Juni, wenige Wochen vor Beginn der neuen Saison, war noch unklar, in welcher Liga man 2011/12 antreten sollte: Der Spielerkader, die Trainerfrage, der Ausgang mehrerer Kündigungsprozesse und die zukünftigen Besitzverhältnisse sowie die damit verknüpften Fragen der finanziellen Ausstattung waren nicht geklärt. Mitte Juli 2011 entschied die zuständige Verbandskommission DNCG im Berufungsverfahren, dass Racing aufgrund von etwa 4 Mio. Euro Schulden endgültig in die vierte Liga strafversetzt wird. Die Elsässer verloren somit ihren Profistatus und die Straßburger Fußballschule.
Daraufhin zog der avisierte Hilali-Nachfolger Sébastien Graeff seine Zusage zurück, den Verein zu unterstützen. Nach einem Insolvenzverfahren (redressement judiciaire) entschied das zuständige Straßburger Gericht am 22. August 2011 die Auflösung der Vereins-Kapitalgesellschaft. Die erste Mannschaft von Racing musste in der fünften Liga (CFA2) neu beginnen. Präsident wurde Frédéric Sitterlé; dieser trat allerdings noch während der Saison zurück. Ihm folgte Marc Keller, der einst als Spieler für Racing aktiv gewesen war und bis 2006 in Straßburg den Posten des Generaldirektors bekleidet hatte. 2012 stieg Racing sportlich in die vierte Liga (Championnat de France Amateur) auf; angesichts eines Schuldenstandes von 1,4 Mio. Euro musste der Verein bis Ende Juni 2012 allerdings noch Eigenmittel in Höhe von 850.000 Euro nachweisen. Die Zuschauerunterstützung für den Verein blieb auch im Amateurbereich nahezu unverändert hoch. Zum „Derby“ gegen den FC Mulhouse – dem ersten seit Januar 1992 – füllten 20.004 Besucher Anfang April 2013 das Stade de la Meinau und stellten damit eine neue französische Höchstmarke für ein Viertligaspiel auf. Am letzten Spieltag im Spiel gegen US Raon gewann Racing mit 3:2 und kehrte damit in die dritte Liga zurück. In der Spielzeit 2013/14 spielte Racing, bei Heimspielen unterstützt von einer oft fünfstelligen Zuschauerzahl, anfangs an der Tabellenspitze mit, fiel dann aber bald ab und musste eigentlich am Ende den Gang in die CFA antreten, Mitte Juli 2014 wurde jedoch verkündet, dass man weiterhin National spielen wird. Zum Ende der Saison 2015/16 wurde man unter Trainer Jacky Duguépéroux Meister der 3. Liga und stieg in die Ligue 2 auf. Danach wurde Duguépéroux aus Altersgründen durch Thierry Laurey ersetzt. In der Saison 2016/17 gelang dem Verein durch ein 2:1-Sieg am letzten Spieltag gegen den FC Bourg-Péronnas der Gewinn der Zweitligameisterschaft und somit der Durchmarsch in die Ligue 1.
In der ersten Saison nach der Rückkehr in die Ligue 1 schaffte Racing Straßburg mit dem 15. Tabellenplatz und mit einem Punkt Vorsprung auf den 18. Platz (Barragespiele gegen den Dritten der Ligue 2) den Klassenerhalt. In der Folgesaison platzierte sich Racing auf Platz 11 und gewann zudem den Ligapokal, nachdem im Finale EA Guingamp mit 4:1 nach Elfmeterschießen geschlagen wurde. Dadurch qualifizierten sich die Elsässer für die zweite Qualifikationsrunde zur UEFA Europa League und erreichten sogar die Barragespiele, in der Racing Straßburg trotz eines 1:0-Hinspielsieges gegen den Vorjahreshalbfinalisten Eintracht Frankfurt ausschied. In der dritten Saison nach dem Aufstieg steigerten sie sich erneut und erreichten den zehnten Tabellenplatz.
Ende Mai 2021 wurde Julien Stéphan neuer Trainer von Racing Straßburg. Der Vertrag hatte eine Laufzeit von drei Jahren. Er trainierte zuvor Stade Rennes. Am 9. Januar 2023 wurde Stéphan entlassen.
Im Juni 2023 erwarb die Investorengruppe BlueCo-Group um den amerikanischen Unternehmer Todd Boehly den Verein.

## Ligazugehörigkeit
- Erstklassig (Division 1, seit 2002 Ligue 1): 1934–1939, 1945–1952, 1953–1957, 1958–1960, 1961–1971, 1972–1976, 1977–1986, 1988/89, 1992–2001, 2002–2006, 2007/08 und seit 2017
- Zweitklassig (Ligue 2): 1952/53, 1957/58, 1960/61, 1971/72, 1976/77, 1986–1988, 1989–1992, 2001/02, 2006/07, 2008–2010, 2016/17; 1970/71 (zweite Mannschaft)
- Drittklassig (Championnat de France National): 2010/11, 2013–2016
- Viertklassig (CFA): 2012/13
- Fünftklassig (CFA 2): 2011/12

## Sportliche Erfolge
- Französische Fußballmeisterschaft
  - Meister: 1979
  - Vize-Meister: 1935
  - Dritter: 1936, 1947, 1978
- Französischer Fußballpokal
  - Sieger: 1951, 1966, 2001
  - Finalist: 1937, 1947, 1995
- Französischer Ligapokal
  - Sieger: 1997, 2005, 2019
- Französischer Fußballsuperpokal
  - Finalist: 2001
- Europapokal der Landesmeister
  - Viertelfinale: 1979/80
- Europapokal der Pokalsieger
  - 2. Runde: 1966/67
- UEFA-Pokal
  - Achtelfinale: 2005/06
- Intertotopokal
  - Sieger: 1995

## Europapokalbilanz
| Saison  | Wettbewerb                    | Runde                  | Gegner                  | Gesamt  | Hin                    | Rück          |
| ------- | ----------------------------- | ---------------------- | ----------------------- | ------- | ---------------------- | ------------- |
| 1961/62 | Messestädte-Pokal             | 1. Runde               | MTK Budapest            | 03:13   | 1:3 (H)                | 02:10 (A)     |
| 1964/65 | Messestädte-Pokal             | 1. Runde               | AC Mailand              | 2:1     | 2:0 (H)                | 0:1 (A)       |
| 1964/65 | Messestädte-Pokal             | 2. Runde               | FC Basel                | 6:2     | 1:0 (A)                | 5:2 (H)       |
| 1964/65 | Messestädte-Pokal             | 3. Runde               | CF Barcelona            | (L)2:20 | 0:0 (H)                | 2:2 (A)       |
| 1964/65 | Messestädte-Pokal             | 3. Runde               | CF Barcelona            | (L)2:20 | 0:0 n. V. in Barcelona |               |
| 1964/65 | Messestädte-Pokal             | Viertelfinale          | Manchester United       | 0:5     | 0:5 (H)                | 0:0 (A)       |
| 1965/66 | Messestädte-Pokal             | 1. Runde               | AC Mailand              | 03:3(L) | 0:1 (A)                | 2:1 (H)       |
| 1965/66 | Messestädte-Pokal             | 1. Runde               | AC Mailand              | 03:3(L) | 1:1 n. V. in Mailand   |               |
| 1966/67 | Europapokal der Pokalsieger   | 1. Runde               | Steaua Bukarest         | 2:1     | 1:0 (H)                | 1:1 (A)       |
| 1966/67 | Europapokal der Pokalsieger   | 2. Runde               | Slawia Sofia            | 1:2     | 1:0 (H)                | 0:2 (A)       |
| 1978/79 | UEFA-Pokal                    | 1. Runde               | IF Elfsborg             | 4:3     | 0:2 (A)                | 4:1 (H)       |
| 1978/79 | UEFA-Pokal                    | 2. Runde               | Hibernian Edinburgh     | 2:1     | 2:0 (H)                | 0:1 (A)       |
| 1978/79 | UEFA-Pokal                    | 3. Runde               | MSV Duisburg            | 0:4     | 0:0 (H)                | 0:4 (A)       |
| 1979/80 | Europapokal der Landesmeister | 1. Runde               | Start Kristiansand      | 6:1     | 2:1 (A)                | 4:0 (H)       |
| 1979/80 | Europapokal der Landesmeister | 2. Runde               | FK Dukla Prag           | 2:1     | 0:1 (A)                | 2:0 n. V. (H) |
| 1979/80 | Europapokal der Landesmeister | Viertelfinale          | Ajax Amsterdam          | 0:4     | 0:0 (H)                | 0:4 (A)       |
| 1995    | UEFA Intertoto Cup            | Gruppenphase           | Gençlerbirliği Ankara   | 4:1     | 4:1 (H)                |               |
| 1995    | UEFA Intertoto Cup            | Gruppenphase           | FC Floriana             | 4:0     | 4:0 (A)                |               |
| 1995    | UEFA Intertoto Cup            | Gruppenphase           | FC Tirol Innsbruck      | 4:0     | 4:0 (H)                |               |
| 1995    | UEFA Intertoto Cup            | Gruppenphase           | Hapoel Petach Tikwa     | 0:0     | 0:0 (A)                |               |
| 1995    | UEFA Intertoto Cup            | Achtelfinale           | SK Vorwärts Steyr       | 4:0     | 4:0 (H)                |               |
| 1995    | UEFA Intertoto Cup            | Viertelfinale          | FC Metz                 | 2:0     | 2:0 (A)                |               |
| 1995    | UEFA Intertoto Cup            | Halbfinale             | FC Tirol Innsbruck      | 7:2     | 1:1 (A)                | 6:1 (H)       |
| 1995/96 | UEFA-Pokal                    | 1. Runde               | Újpest Budapest         | 5:0     | 3:0 (H)                | 2:0 (A)       |
| 1995/96 | UEFA-Pokal                    | 2. Runde               | AC Mailand              | 1:3     | 0:1 (H)                | 1:2 (A)       |
| 1996    | UEFA Intertoto Cup            | Gruppenphase           | Kocaelispor             | 1:1     | 1:1 (H)                |               |
| 1996    | UEFA Intertoto Cup            | Gruppenphase           | Hibernians Paola        | 2:0     | 2:0 (A)                |               |
| 1996    | UEFA Intertoto Cup            | Gruppenphase           | Uralmasch Jekaterinburg | 1:1     | 1:1 (H)                |               |
| 1996    | UEFA Intertoto Cup            | Gruppenphase           | ZSKA Sofia              | 0:0     | 0:0 (A)                |               |
| 1997/98 | UEFA-Pokal                    | 1. Runde               | Glasgow Rangers         | 4:2     | 2:1 (H)                | 2:1 (A)       |
| 1997/98 | UEFA-Pokal                    | 2. Runde               | FC Liverpool            | 3:2     | 3:0 (H)                | 0:2 (A)       |
| 1997/98 | UEFA-Pokal                    | 3. Runde               | Inter Mailand           | 2:3     | 2:0 (H)                | 0:3 (A)       |
| 2001/02 | UEFA-Pokal                    | 1. Runde               | Standard Lüttich        | 2:4     | 0:2 (A)                | 2:2 (H)       |
| 2005/06 | UEFA-Pokal                    | 1. Runde               | Grazer AK               | 7:0     | 2:0 (A)                | 5:0 (H)       |
| 2005/06 | UEFA-Pokal                    | Gruppenphase           | FC Basel                | 2:0     | 2:0 (A)                |               |
| 2005/06 | UEFA-Pokal                    | Gruppenphase           | Tromsø IL               | 2:0     | 2:0 (H)                |               |
| 2005/06 | UEFA-Pokal                    | Gruppenphase           | AS Rom                  | 1:1     | 1:1 (A)                |               |
| 2005/06 | UEFA-Pokal                    | Gruppenphase           | Roter Stern Belgrad     | 2:2     | 2:2 (H)                |               |
| 2005/06 | UEFA-Pokal                    | K.-o-Phase             | Litex Lowetsch          | 2:0     | 2:0 (A)                | 0:0 (H)       |
| 2005/06 | UEFA-Pokal                    | Achtelfinale           | FC Basel                | 2:4     | 0:2 (A)                | 2:2 (H)       |
| 2019/20 | UEFA Europa League            | 2. Qualifikationsrunde | Maccabi Haifa           | 4:3     | 3:1 (H)                | 1:2 (A)       |
| 2019/20 | UEFA Europa League            | 3. Qualifikationsrunde | Lokomotive Plowdiw      | 2:0     | 1:0 (A)                | 1:0 (H)       |
| 2019/20 | UEFA Europa League            | Play-offs              | Eintracht Frankfurt     | 1:3     | 1:0 (H)                | 0:3 (A)       |
| 2025/26 | UEFA Conference League        | Play-offs              | Brøndby IF              | -:-     | -:- (H)                | -:- (A)       |

Gesamtbilanz: 62 Spiele, 29 Siege, 16 Unentschieden, 17 Niederlagen, 97:68 Tore (Tordifferenz +29)

## Spieler und Trainer

### Aktueller Kader 2024/25
Stand: 4. Mai 2025
| Nr.        | Nat.                         | Name                | Geburtstag | im Verein seit | Vertrag bis |     |
| Tor        | Tor                          | Tor                 | Tor        | Tor            | Tor         | Tor |
| ---------- | ---------------------------- | ------------------- | ---------- | -------------- | ----------- | --- |
| 01         | Serbien                      | Đorđe Petrović      | 08.10.1999 | 2024           | 2025        |     |
| 30         | Schweden                     | Karl-Johan Johnsson | 28.01.1990 | 2024           | 2026        |     |
| 36         | Marokko                      | Alaa Bellaarouch    | 01.02.2002 | 2022           | 2027        |     |
|            | Kongo Demokratische Republik | Ryan Tutu Mayangila | 01.04.2005 | 2024           |             |     |
| Abwehr     |                              |                     |            |                |             |     |
| 02         | Irland                       | Andrew Omobamidele  | 23.06.2002 | 2025           | 2025        |     |
| 03         | Frankreich                   | Thomas Delaine      | 24.03.1992 | 2022           | 2025        |     |
| 05         | Elfenbeinküste               | Abakar Sylla        | 25.12.2002 | 2023           | 2028        |     |
| 22         | Elfenbeinküste               | Guéla Doué          | 17.10.2002 | 2024           | 2029        |     |
| 25         | Frankreich                   | Yoni Gomis          | 23.09.2005 | 2024           | 2029        |     |
| 29         | Frankreich                   | Ismaël Doukouré     | 24.07.2003 | 2022           | 2026        |     |
| 32         | Argentinien                  | Valentín Barco      | 23.07.2004 | 2025           | 2025        |     |
| 77         | Ukraine                      | Eduard Sobol        | 20.04.1995 | 2023           | 2026        |     |
| Mittelfeld |                              |                     |            |                |             |     |
| 06         | Frankreich                   | Félix Lemaréchal    | 07.08.2003 | 2024           | 2029        |     |
| 08         | Brasilien                    | Andrey Santos       | 03.05.2004 | 2024           | 2025        |     |
| 15         | Schweden                     | Sebastian Nanasi    | 16.05.2002 | 2024           | 2029        |     |
| 17         | Senegal                      | Pape Diong          | 15.06.2006 | 2024           | 2029        |     |
| 19         | Senegal                      | Habib Diarra        | 03.01.2004 | 2022           | 2028        |     |
| 35         | Frankreich                   | Tidiane Diallo      | 28.05.2006 |                | 2027        |     |
| 42         | Elfenbeinküste               | Abdoul Ouattara     | 22.10.2005 |                | 2029        |     |
|            | Marokko                      | Samir El Mourabet   | 06.10.2005 | 2023           | 2027        |     |
| Sturm      |                              |                     |            |                |             |     |
| 07         | Portugal                     | Diego Moreira       | 06.08.2004 | 2024           | 2029        |     |
| 10         | Niederlande                  | Emanuel Emegha      | 03.02.2003 | 2023           | 2028        |     |
| 11         | Elfenbeinküste               | Moïse Sahi          | 20.12.2001 | 2021           | 2026        |     |
| 14         | Frankreich                   | Sékou Mara          | 30.07.2002 | 2024           | 2029        |     |
| 20         | Kolumbien                    | Óscar Perea         | 27.09.2005 | 2024           | 2029        |     |
| 26         | Frankreich                   | Dilane Bakwa        | 26.08.2002 | 2023           | 2027        |     |
| 27         | England                      | Samuel Amo-Ameyaw   | 18.07.2006 | 2025           | 2025        |     |
| 47         | Frankreich                   | Rayane Messi        | 23.05.2007 | 2024           | 2027        |     |

### Liste der Trainer (seit 1928)
- Oscar Bongard (1928 bis 1930)
- Adolf Riebe (1930 bis 1932)
- Louis Neureuther (1932 bis 1933)
- Robert Fischer (1933)
- Friedrich Kerr (1934 bis 1935)
- Josef Blum (1935 bis 1938)
- Karl "Charles" Rumbold (1938 bis 1940)
- Karl Bostelaar (1941 bis 1944)
- Émile Veinante (1945 bis 1947)
- Kaj Andrup (1947 bis 1948)
- Émile Veinante (1948 bis 1949)
- Charles Nicolas (1949 bis 1952)
- Segundo Pascual (1952)
- Pépi Humpál (1952 bis 1955)
- Oscar Heisserer (1955 bis 1956)
- Jean Avellaneda (1956 bis 1957)
- Ferdinand Faczinek (1957 bis 1958)
- Pépi Humpál (1958 bis 1960)
- Émile Veinante (1960 bis 1961)
- Robert Jonquet (1961 bis 1964)
- Paul Frantz (1964 bis 1966)
- Walter Presch (1966 bis 1967)
- René Hauss (1967 bis 1968)
- Paul Frantz (1968 bis 1970)
- Paco Mateo (1970 bis 1971)
- Jenő Csaknády (1971)
- Paul Frantz (1971)
- Casimir Nowotarski (1971 bis 1973)
- Robert Domergue (1973 bis 1974)
- Hennie Hollink (1974 bis 1975)
- Paul Frantz (1975 bis 1976)
- Heinz Schilcher (1976)
- Elek Schwartz (1976 bis 1977)
- Gilbert Gress (1977 bis 1980)
- Raymond Hild (1980 bis 1981)
- Roger Lemerre (1981 bis 1983)
- Jürgen Sundermann (1983 bis 1985)
- Jean-Noël Huck (1985)
- Francis Piasecki (1985 bis 1986)
- Didier Six (1986)
- Robert Herbin (1986 bis 1987)
- Henryk Kasperczak (1987 bis 1988)
- Jean-Pierre Dogliani (1988)
- Gérard Banide (1988 bis 1989)
- Albert Gemmrich (1989)
- Léonard Specht (1989 bis 1991)
- Gilbert Gress (1991 bis 1994)
- Daniel Jeandupeux (1994 bis 1995)
- Jacky Duguépéroux (1995 bis 1998)
- René Girard (1998)
- Pierre Mankowski (1998 bis 1999)
- Claude Le Roy (1999 bis 2000)
- Yvon Pouliquen (2000 bis 2001)
- Ivan Hašek (2001 bis 2003)
- Antoine Kombouaré (2003 bis 2004)
- Jacky Duguépéroux (2004 bis 2006)
- Jean-Pierre Papin (2006 bis 2007)
- Jean-Marc Furlan (2007 bis 2009)
- Gilbert Gress (2009)
- Pascal Janin (2009 bis 2010)
- Laurent Fournier (2010 bis 2011)
- François Keller (2011 bis 2014)
- Jacky Duguépéroux (2014 bis 2016)
- Thierry Laurey (2016 bis 2021)
- Julien Stéphan (2021 bis 2023)
- Frédéric Antonetti (2023)
- Patrick Vieira (2023 bis 2024)
- Liam Rosenior (seit 2024)

### Bekannte ehemalige Spieler

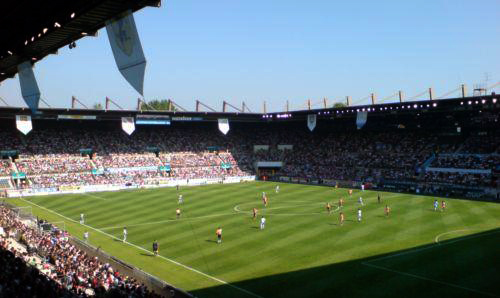
Stade de la Meinau

- Ludovic Ajorque
- Thomas Allofs
- Stéphane Bahoken
- Christian Bassila
- René Bihel
- Arthur Boka
- Anthony Caci
- José Luis Chilavert
- Olivier Dacourt
- Youri Djorkaeff
- Raymond Domenech
- Dominique Dropsy
- Jacky Duguépéroux
- Fabrice Ehret
- Frank Farina
- Albert Gemmrich
- Xavier Gravelaine
- Gilbert Gress
- Mario Haas
- René Hauss
- Karim Haggui
- Oscar Heisserer
- Valérien Ismaël
- Robert Jonquet
- Raymond Kaelbel
- Marc Keller
- Walter Kelsch
- Frank Lebœuf
- Reinhard Libuda
- Danijel Ljuboja
- Péguy Luyindula
- Marc Molitor
- Alexander Mostowoi
- Pascal Nouma
- Jacques Novi
- Philippe Piat
- François Remetter
- Oskar Rohr
- Wolfgang Rolff
- Johnny Schuth
- Didier Six
- Léonard Specht
- Ernst Stojaspal
- Jeff Strasser
- Roland Wagner
- Arsène Wenger
- David Zitelli

## Stadion
Die Heimspiele trägt der Verein seit dem Jahr 1914 im Stade de la Meinau aus, das Platz für 29.200 Zuschauer bietet.

## Fans und Rivalitäten

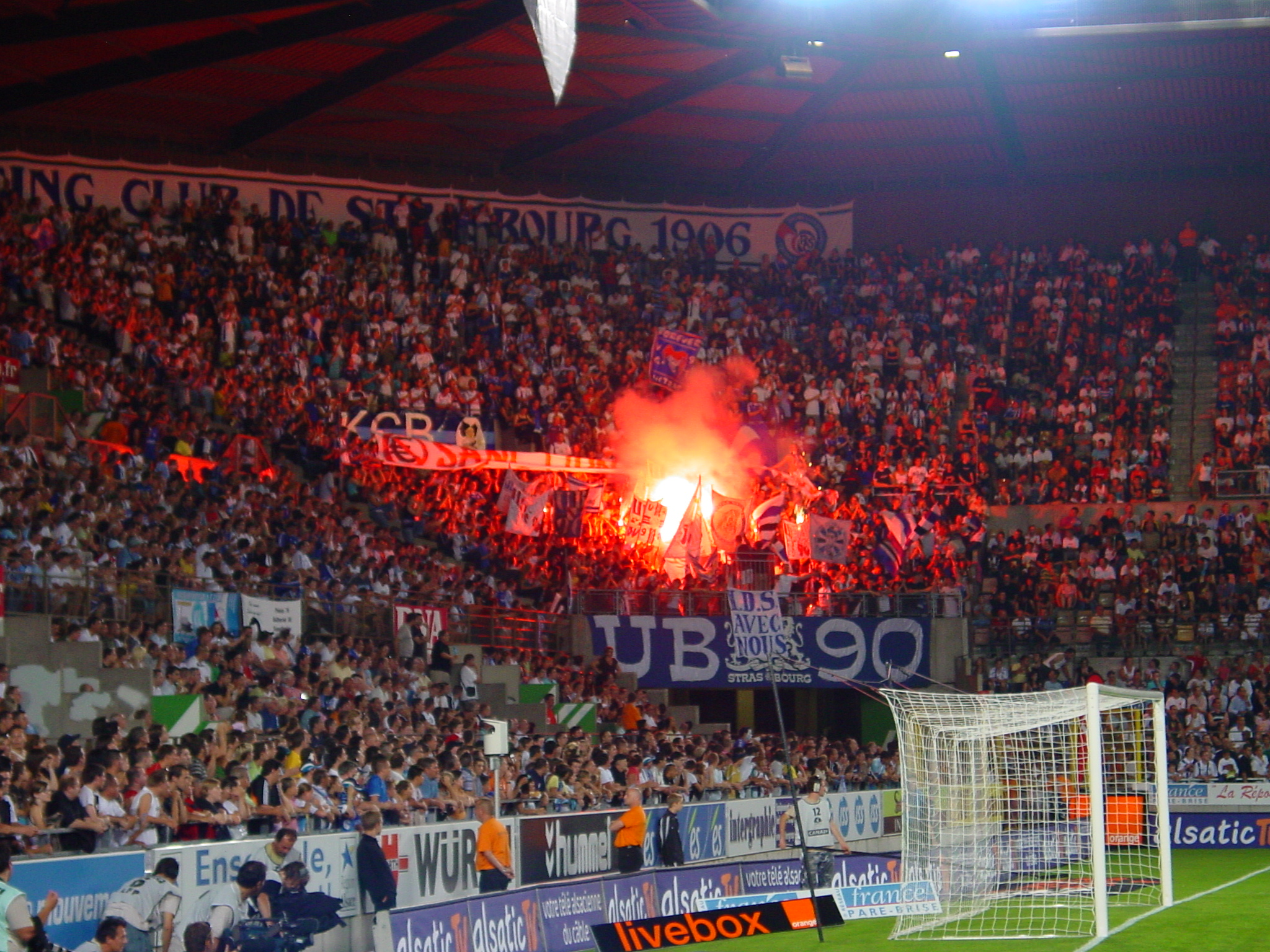
Ultra Boys 90 beim Heimspiel gegen RC Lens (2007)

Die Ultras des Vereins nennen sich UB90 (Ultra Boys 90) und sind fest befreundet mit der Fanszene des Karlsruher SC, regelmäßige Unterstützung bei Heim- und Auswärtsspielen ist an der Tagesordnung. Auch deutschsprachige Anfeuerungsrufe sind zu hören, besonders „Jetzt geht's los!“ ist ein fester Bestandteil des Gesangs-Repertoires.
Seit längerer Zeit gibt es auch eine Freundschaft mit den Ultras vom SK Sturm Graz aus der Österreichischen ersten Bundesliga.
Bis zur Saison 2016/17 gab es eine längere Freundschaft zu den Ultras von Hertha BSC, die aufgrund der gemeinsamen Freundschaft zu den Ultras des Karlsruher SC bestand. Zu Beginn der Saison wurde die offizielle Freundschaft allerdings öffentlich für beendet erklärt. Gegenseitige Besuche der Spiele und gute Kontakte zwischen den Fanszenen gibt es jedoch weiterhin.
In jüngerer Zeit war der FC Metz der Rivale von Racing. In der Saison 2010/11 spielte man in der National auch gegen den SR Colmar. Die Rivalitäten zu anderen Klubs aus dem Elsass sind, aufgrund der langjährigen Klassenunterschiede, weitestgehend eingeschlummert.